# Eugene Polley

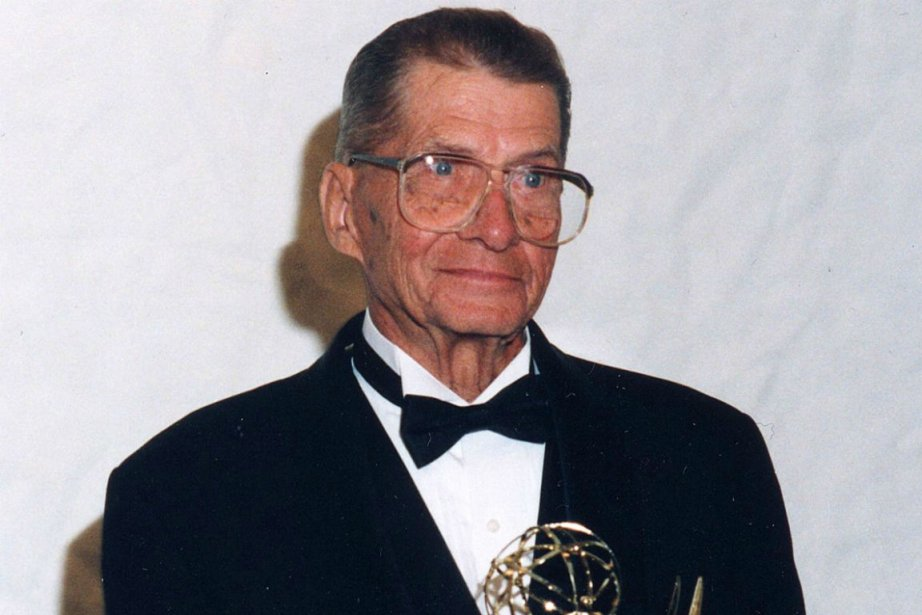
Eugene Polley 1995

Eugene Joseph Polley (* 29. November 1915 in Chicago, Illinois als Eugene Theodore Polley; † 20. Mai 2012 in Downers Grove) war ein US-amerikanischer Ingenieur, der u. a. die kabellose Fernbedienung für Fernsehgeräte erfand.

## Leben

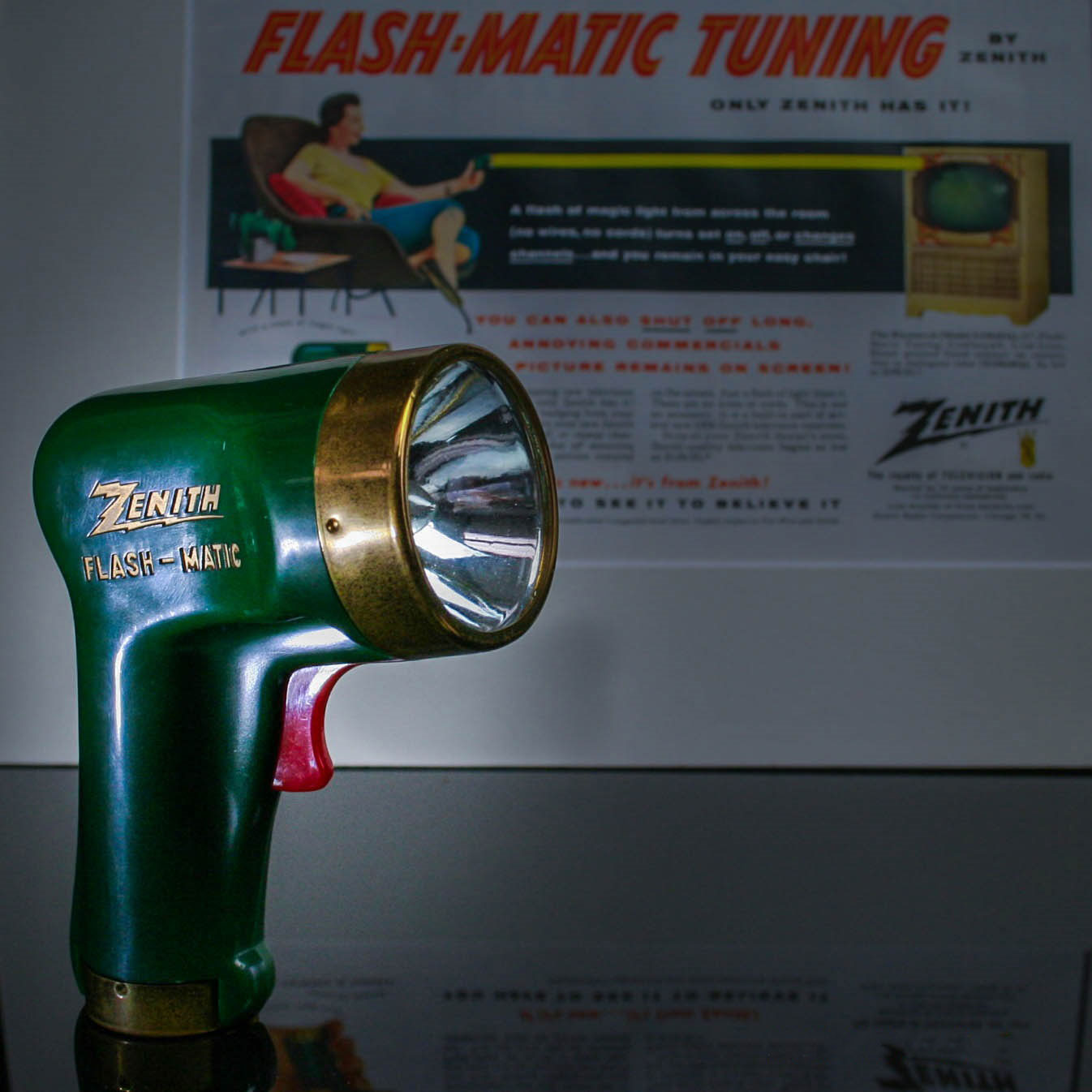
Zenith Flash-Matic

Polley studierte an den City Colleges of Chicago und am Armour Institute of Technology (heute Illinois Institute of Technology), verließ dieses jedoch aus finanziellen Gründen ohne Abschluss und nahm eine Stelle als Regalauffüller bei der Zenith Electronics Corporation an. Später war er in der Entwicklungsabteilung der Firma tätig, in welcher er während des Zweiten Weltkrieges unter anderem Radarsysteme für die Armee entwickelte.
Im Jahr 1955 entwickelte er die erste kabellose Fernbedienung, die als Flash-Matic auf den Markt kam. Später befasste er sich unter anderem mit Videokassetten, Autoradios mit Druckknöpfen und der Entwicklung der Video-CD. Insgesamt hielt Polley 18 Patente.
Nach 47 Jahren im Dienste der Firma ging er 1982 in den Ruhestand. Im Mai 2012 verstarb Polley im Alter von 96 Jahren. Polley war verheiratet sowie Vater eines Sohns und einer Tochter.

## Ehrungen
- 1996: Emmy für Technik und Ingenieursleistungen[4]
- 2009: IEEE Masaru Ibuka Consumer Electronics Award[5]